# 惟明氏
惟明氏（越南语：／；？—？），又號明章氏（越南语：／），是越南南圻法屬時期早期重要作家。

## 生平
有資料稱，惟明氏是明鄉人後裔，本名為“陳光光”，是永隆省弘治府惟明縣（今屬檳椥省㖼𦓿南县）人。惟明氏青年時代在嘉定求學，正好趕上法國入侵越南，阮朝被迫先後將南圻六省割讓給法國。面對新的統治者，惟明氏選擇與殖民政府合作。在學會法語後，他被任命為南圻通言場（翻譯學校）官員。
惟明氏在嘉定時住在堤岸油村（今屬胡志明市第六郡），所以他在書中署名時常自稱是“嘉定城”、“鳳油里”（根據油村虛擬的地名）人士。

## 作品
惟明氏在擔任殖民政府官員期間，編輯、校訂了許多越南歷史、地理著作和漢喃文學作品，他校訂的國音《金雲翹新傳》流傳廣泛，為人稱道。
- 《金雲翹新傳》（阮攸著，惟明氏訂正）
- 《仕娓書集》（阮居貞著，惟明氏訂正）
- 《昭君貢胡書》（惟明氏撰）
- 《陳詐婚演歌》（明章氏訂正）
- 《二度梅演歌》（惟明氏訂正）
- 《蓼雲仙傳》（阮廷炤著，惟明氏訂正）
- 《大南寔錄正編》（惟明氏著）
- 《南圻六省地輿誌》（惟明氏著）
- 《大南國史演歌》（惟明氏付梓）
- 《女秀才演歌》（惟明氏撰）
- 《文緣演歌》（明章氏訂正）
- 《范公菊花》（明章氏訂正）

惟明氏的作品有兩個顯著特點。一是他的作品主要在中國廣東省佛山鎮刻印，以金玉樓、天寶樓和寶華閣這三家書坊為主。主要原因是南圻出版業不發達，而南圻與中國廣東沿海經濟交流頻繁，在廣東刻印然後運回南圻出售較為方便。二是書籍不署阮朝年號，也不避阮朝國諱。折射了南圻脫離阮朝統治，成為法國殖民地這一歷史史實。